# Prefectura de Mayo-Kébbi
Mayo-Kébbi fue una de las 14 prefecturas de Chad. Ubicado en el suroeste del país, Mayo-Kébbi cubría un área de 30 105 kilómetros cuadrados y tenía una población de 825 158 en 1993. Su capital era Bongor.
Se encontraba dividida en las subprefecturas de Bongor, Fianga, Gounou Gaya, Pala y Goré.